# Pycnanthemum incanum
Pycnanthemum incanum är en kransblommig växtart som först beskrevs av Carl von Linné, och fick sitt nu gällande namn av André Michaux. Pycnanthemum incanum ingår i släktet Pycnanthemum och familjen kransblommiga växter.

## Underarter
Arten delas in i följande underarter:
- P. i. incanum
- P. i. puberulum

## Bildgalleri

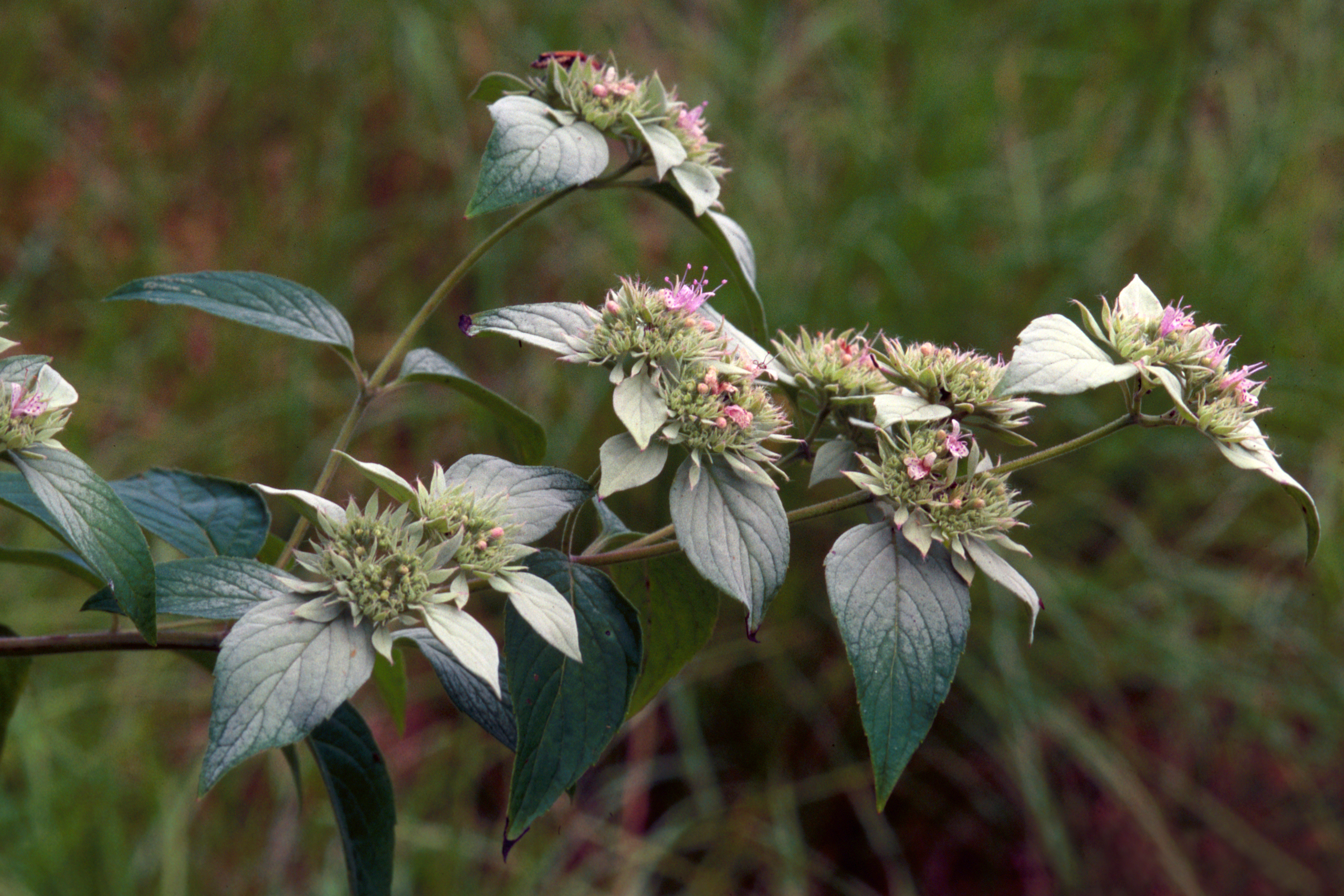
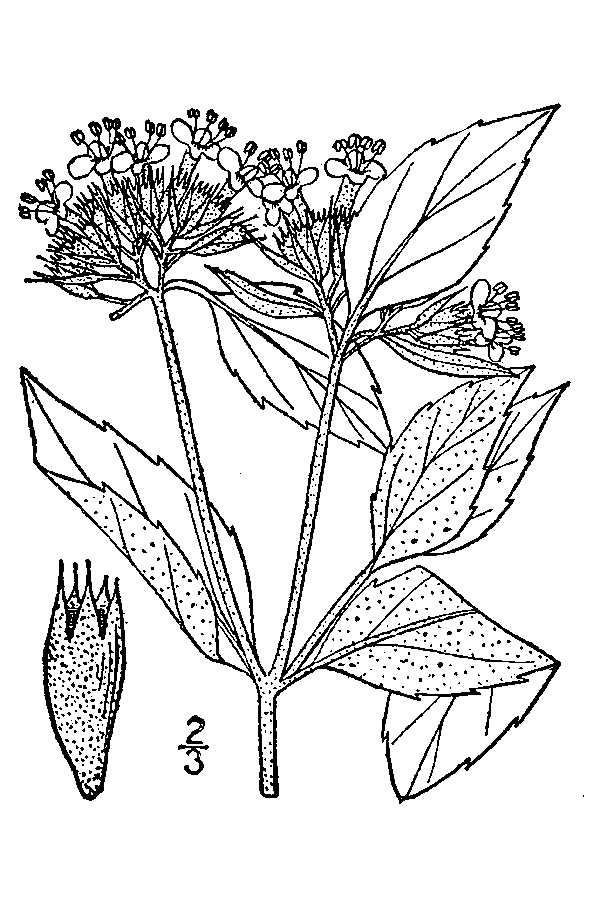